# 8587 Ruficollis
8587 Ruficollis è un asteroide della fascia principale. Scoperto nel 1960, presenta un'orbita caratterizzata da un semiasse maggiore pari a 2,3493852 UA e da un'eccentricità di 0,0924274, inclinata di 5,22610° rispetto all'eclittica.